# Cocoto Magic Circus
Cocoto Magic Circus è un videogioco multipiattaforma prodotto, inizialmente per PlayStation 2 e Nintendo GameCube, nel 2006 e sviluppato dalla Neko Entertainment. Nel 2008 è stato prodotto anche per Nintendo Wii.

## Storia
Un pagliaccio misterioso ha rapito la fatina Fairy! Cocoto e i suoi amici gli corrono dietro, ma sono intrappolati in un circo malefico! Dovranno superare molti ostocoli e dimostrare di essere degli assi della pistola prima di poter salvare la loro fatina preferita.
I giocatori devono prendere il ruolo di Cocoto, Shiny, Neuro o Baggy, che devono salvare Fairy. Percorreranno i cinque luna park (Abyss, Volcano, Atlantis, Jungle e Heaven), e affronteranno sfide con l'aiuto delle loro potenti pistole a freccette!

## Personaggi
I personaggi che possono essere scelti dal giocatore all'inizio di un'avventura sono:
- Cocoto. È il diavoletto più simpatico e ha una pistola a freccette spettacolare! Farebbe qualunque cosa per salvare Fairy, la sua fatina preferita.
- Neuro. È l'intellettuale della banda. Con la sua bellissima pistola, riuscirà a risolvere il mistero del rapimento di Fairy?
- Baggy. È un diavoletto forte ma non molto acuto. Sarà capace di maneggiare la pistola altrettanto bene di Cocoto?
- Shiny. È una simpatica diavoletta veramente seducente. Neuro e Baggy sono innamorati di lei, ma Cocoto no. Shiny non è molto contenta di questo, ma per Cocoto è disposta a lanciarsi al soccorso di Fairy!

Gli altri personaggi che si incontrano durante l'avventura sono:
- Fairy. È una fatina molto dolce, ma è stata rapita da un terribile pagliaccio! Cosa le succederà? Cocoto sarà capace di salvarla?
- Clown. Il pagliaccio è il rapitore di Fairy. Riesce sempre a sfuggire con lei! Ma chi c'è dietro?

## Comandi del gioco (per Nintendo Wii)
| Azione                                 | Telecomando Wii               |
| -------------------------------------- | ----------------------------- |
| Selezionare (nel menù) / Sparare       | Pulsante B                    |
| Dirigere il puntatore verso lo schermo | Puntatore del telecomando Wii |
| Annullare / Ritorno                    | Pulsante -                    |
| Confermare / Pausa                     | Pulsante +                    |

## Bonus e malus
Alcuni dei bersagli nei mini-giochi sono bersagli positivi che appaiono come palloncini verdi (bonus) o bersagli negativi, che appaiono come palloncini rossi (malus).

### Bonus
- Bonus tempo. Aggiunge 4 secondi al tempo di gioco della partita corrente.
- Tempo bloccato. Il tempo si ferma per 2 secondi.
- +2 bersagli colpiti. Aumenta il numero di bersagli colpiti.
- Punteggio aumentato. Per 10 secondi, ogni mostro colpito vale il doppio dei punti.
- Bomba. Distrugge tutti i mostri visibili sullo schermo in un colpo solo.
- Tempo rallentato. Il tempo rallenta per 5 secondi.
- Vita extra. Il giocatore guadagna una vita in più.
- Tiro multiplo. La pistola spara molte freccette in un'area larga.

### Malus
- Balla. Lo schermo balla per 2 secondi.
- Luci spente. Le luci si spengono per 2 secondi.
- Perdita di tempo. Sottrae 2 secondi al tempo di gioco della partita corrente.
- Riduzione punteggio. Per 10 secondi, ogni mostro colpito vale la metà dei punti.
- A testa in giù. Il giocatore gioca a testa in giù per 5 secondi.
- Tempo accelerato. Per 1 secondo il tempo va più veloce.
- Pistola inceppata. Per 2 secondi la pistola non spara.
- Nausea. Il giocatore ha un attacco di nausea: lo schermo dondola e si sfuoca.